# لا رومانيه (كيبك)
لا رومانيه (بالإنجليزية: La Romaine, Quebec)‏ هي منطقة سكنية تقع في كندا في Côte-Nord. يقدر عدد سكانها بـ 1,016 نسمة .